# A Bigger Bang Tour
A Bigger Bang Tour – światowa trasa koncertowa zespołu The Rolling Stones, promująca płytę A Bigger Bang.
Trasa oficjalnie rozpoczęła się 21 sierpnia 2005 roku, dwoma występami w historycznym Fenway Park w Bostonie. W sumie trasa objęła 55 koncertów w Ameryce Północnej, 4 w Ameryce Południowej, 19 w Europie, 5 w Japonii, 1 w Chinach oraz po 2 występy w Australii i Nowej Zelandii.
Pod koniec 2005 roku producent trasy koncertowej Michael Cohl ogłosił, że The Bigger Bang Tour zarobiła rekordową kwotę 162 milionów dolarów, od momentu jej rozpoczęcia w Bostonie. Tym samym pobiła wcześniejszy północnoamerykański wynik ustanowiony również przez Stonesów w 1994 roku podczas trasy koncertowej Voodoo Lounge Tour, która przyniosła zysk około 120 milionów dolarów. Dodatkowo "A Bigger Bang Tour", jest największą trasą koncertową w historii Ameryki Północnej, na drugim miejscu znajduje się inna trasa koncertowa The Rolling Stones, a mianowicie: Rolling Stones' 1997, Bridges to Babylon Tour.
24 listopada 2006 roku oficjalnie przedstawiono listę najbardziej dochodowych tras koncertowych wszech czasów. Na pierwszym miejscu znaleźli się Rolling Stonesi z A Bigger Bang Tour z wynikiem 437 milionów dolarów, liczonym od listopada 2005 do listopada 2006, wyprzedzając tym samym trasę Vertigo Tour zespołu U2, której dochód wyniósł 377 milionów dolarów. Poza tym The Rolling Stones zdołało utrzymać trzecie i czwarte miejsce na liście trasami Voodoo Lounge Tour i Bridges to Babylon Tour.
Podczas występów zespół wykonywał zarówno stare piosenki, takie jak: "It’s Only Rock ’n’ Roll", "Honky Tonk Women" i "Brown Sugar", jak i nowe, np.: "Rough Justice", "Infamy", "Rain Fall Down" i "Oh No, Not You Again".
Koncertowa lista piosenek była zmieniana przez wzgląd na stare i nowe utwory, jednak przeważnie koncentrowała się wokół tych samych piosenek. Zazwyczaj utworami rozpoczynającymi koncerty były "Jumpin’ Jack Flash" albo "Start Me Up", a końcową "(I Can’t Get No) Satisfaction".

## Supporty i wstępy
Artyści i zespoły, które podczas The Bigger Bang Tour występowały przed The Rolling Stones, to: The Black Eyed Peas, Alice Cooper, Kanye West, Maroon 5, Beck, Pearl Jam, Alanis Morissette, Mötley Crüe, Bonnie Raitt, Trey Anastasio, Living Colour, The Living End, Joss Stone, Metallica, Nickelback, Buddy Guy, The Charlatans, Feeder, Sloan, Black Rebel Motorcycle Club, Three Days Grace, Blue October, John Mayer Trio, Steve Harley & Cockney Rebel i Tatiana Okupnik.
Możliwe, że w San Francisco miał miejsce największy występ rozpoczynający koncert w historii. Metallica, która sprzedaje miliony płyt na całym świecie, otworzyła koncert Stonesów, a jej członkowie przyznali, że są tym zaszczyceni.

## Personel
- Członkowie zespołu: Mick Jagger, Keith Richards, Charlie Watts i Ron Wood.
- Inni muzycy: Darryl Jones, Blondie Chaplin, Lisa Fischer, Bobby Keys, Bernard Fowler, Tim Ries, Kent Smith, Michael Davis i Chuck Leavell.
- Producent, dyrektor trasy: Michael Cohl.
- Dyrektor muzyczny: Chuck Leavell.
- Międzynarodowy promotor: Concert Productions International.
- Międzynarodowa prezentacja: WPC Piecemeal Inc. i American Express.

## Daty i miejsca koncertów

### Ameryka Północna
- 10/08/05 – Toronto, Ontario – Phoenix Concert Theatre
- 21/08/05 – Boston, Massachusetts – Fenway Park
- 23/08/05 – Boston, Massachusetts – Fenway Park
- 26/08/05 – Hartford, Connecticut – Rentschler Field
- 28/08/05 – Ottawa, Ontario – Frank Clair Stadium at Lansdowne Park
- 31/08/05 – Detroit, Michigan – Comerica Park
- 03/09/05 – Moncton, Nowy Brunszwik – Magnetic Hill Concert Site
- 06/09/05 – Minneapolis, Minnesota – Xcel Energy Center
- 08/09/05 – Milwaukee, Wisconsin – Bradley Center
- 10/09/05 – Chicago, Illinois – Soldier Field
- 13/09/05 – Nowy Jork, Nowy Jork – Madison Square Garden
- 15/09/05 – East Rutherford, New Jersey – Giants Stadium
- 17/09/05 – Albany, Nowy Jork – Pepsi Arena
- 24/09/05 – Columbus, Ohio – Nationwide Arena
- 26/09/05 – Toronto, Ontario – Rogers Centre
- 28/09/05 – Pittsburgh, Pensylwania – PNC Park
- 01/10/05 – Hershey, Pensylwania – Hersheypark Stadium
- 03/10/05 – Waszyngton, Dystrykt Kolumbii – MCI Center
- 06/10/05 – Charlottesville, Wirginia – Scott Stadium
- 08/10/05 – Durham, Karolina Północna – Wallace Wade Stadium
- 10/10/05 – Filadelfia, Pensylwania – Wachovia Center
- 12/10/05 – Filadelfia, Pensylwania – Wachovia Center
- 15/10/05 – Atlanta, Georgia – Philips Arena
- 17/10/05 – Miami, Floryda – AmericanAirlines Arena
- 19/10/05 – Tampa, Floryda – St. Pete Times Forum
- 21/10/05 – Charlotte, Karolina Północna – Charlotte Bobcats Arena
- 28/10/05 – Calgary, Alberta – Pengrowth Saddledome
- 30/10/05 – Seattle, Waszyngton – KeyArena
- 01/11/05 – Portland, Oregon – Rose Garden
- 04/11/05 – Anaheim, Kalifornia – Angel Stadium of Anaheim
- 06/11/05 – Hollywood, Kalifornia – Hollywood Bowl
- 08/11/05 – Hollywood, Kalifornia – Hollywood Bowl
- 11/11/05 – San Diego, Kalifornia – PETCO Park
- 13/11/05 – San Francisco, Kalifornia – SBC Park
- 15/11/05 – San Francisco, Kalifornia – SBC Park
- 18/11/05 – Las Vegas, Nevada – MGM Grand Garden Arena
- 20/11/05 – Fresno, Kalifornia – Save Mart Center
- 22/11/05 – Salt Lake City, Utah – Delta Center
- 24/11/05 – Denver, Kolorado – Pepsi Center
- 27/11/05 – Glendale, Arizona – Glendale Arena
- 29/11/05 – Dallas, Teksas – American Airlines Center
- 01/12/05 – Houston, Teksas – Toyota Center
- 03/12/05 – Memphis, Tennessee – FedExForum

### Ameryka Północna, Ameryka Południowa, Azja, Australia, Nowa Zelandia
- 10/01/06 – Montreal, Quebec – Centre Bell
- 13/01/06 – Boston, Massachusetts – TD Banknorth Garden
- 15/01/06 – Boston, Massachusetts – TD Banknorth Garden
- 18/01/06 – Nowy Jork, Nowy Jork – Madison Square Garden
- 20/01/06 – Nowy Jork, Nowy Jork – Madison Square Garden
- 23/01/06 – Chicago, Illinois – United Center
- 25/01/06 – Chicago, Illinois – United Center
- 27/01/06 – St. Louis, Missouri – Savvis Center
- 29/01/06 – Omaha, Nebraska – Qwest Center
- 01/02/06 – Baltimore, Maryland – 1st Mariner Arena
- 05/02/06 – Detroit, Michigan – Ford Field
- 08/02/06 – Atlanta, Georgia – Philips Arena
- 11/02/06 – San Juan, Portoryko – Coliseo de Puerto Rico
- 18/02/06 – Rio de Janeiro, Brazylia – Copacabana
- 21/02/06 – Buenos Aires, Argentyna – Estadio Monumental
- 23/02/06 – Buenos Aires, Argentyna – Estadio Monumental
- 26/02/06 – Meksyk, Meksyk – Autódromo Hermanos Rodríguez
- 01/03/06 – Monterrey, Meksyk – Estadio Universitario
- 04/03/06 – Las Vegas, Nevada – MGM Grand Garden Arena
- 06/03/06 – Inglewood, Kalifornia – The Forum
- 09/03/06 – North Little Rock, Arkansas – ALLTEL Arena
- 12/03/06 – Sunrise, Floryda – BankAtlantic Center
- 14/03/06 – Nowy Jork, Nowy Jork – Radio City Music Hall
- 22/03/06 – Tokio, Japonia – Tokyo Dome
- 24/03/06 – Tokio, Japonia – Tokyo Dome
- 29/03/06 – Sapporo, Japonia – Sapporo Dome
- 02/04/06 – Saitama, Japonia – Saitama Super Arena
- 05/04/06 – Nagoja, Japonia – Nagoya Dome
- 08/04/06 – Szanghaj, Chiny – Shanghai Grand Stage
- 11/04/06 – Sydney, Australia – Telstra Stadium
- 13/04/06 – Melbourne, Australia – Rod Laver Arena
- 16/04/06 – Auckland, Nowa Zelandia – Western Springs Stadium
- 18/04/06 – Wellington, Nowa Zelandia – Westpac Stadium

### Europa
- 11/07/06 – Mediolan, Włochy – Stadio Giuseppe Meazza
- 14/07/06 – Wiedeń, Austria – Ernst Happel Stadion
- 16/07/06 – Monachium, Niemcy – Olympiastadion
- 19/07/06 – Hanower, Niemcy – AWD Arena
- 21/07/06 – Berlin, Niemcy – Olympiastadion
- 23/07/06 – Kolonia, Niemcy – Rhein Energie Stadion
- 28/07/06 – Paryż, Francja – Stade de France
- 31/07/06 – Amsterdam, Holandia – Amsterdam ArenA
- 03/08/06 – Stuttgart, Niemcy – Gottlieb-Daimler Stadion
- 05/08/06 – Zurych, Szwajcaria – Dübendorf Airfield
- 08/08/06 – Nicea, Francja – Palais Nikaia
- 12/08/06 – Porto, Portugalia – Estádio do Dragão
- 20/08/06 – Londyn, Wielka Brytania – Twickenham Stadium
- 22/08/06 – Londyn, Wielka Brytania – Twickenham Stadium
- 25/08/06 – Glasgow, Szkocja – Hampden Park
- 27/08/06 – Sheffield, Wielka Brytania – Don Valley Stadium
- 29/08/06 – Cardiff, Walia – Millennium Stadium
- 01/09/06 – Bergen, Norwegia – Koengen
- 03/09/06 – Horsens, Dania – Forum Horsens Stadion
- 22/07/07 – Brno, Czechy – Brno Exhibition Center
- 25/07/07 – Warszawa, Polska – Tor wyścigów konnych Służewiec
- 18/08/07 – Slane, Irlandia – Slane Castle

### Ameryka Północna
- 20/09/06 – Foxborough, Massachusetts – Gillette Stadium
- 23/09/06 – Halifax, Nowa Szkocja – Halifax Common
- 27/09/06 – East Rutherford, New Jersey – Giants Stadium
- 29/09/06 – Louisville, Kentucky – Churchill Downs
- 01/10/06 – Wichita, Kansas – Cessna Stadium
- 04/10/06 – Missoula, Montana – Grizzly Stadium
- 06/10/06 – Regina, Saskatchewan – Mosaic Stadium at Taylor Field
- 08/10/06 – Regina, Saskatchewan – Mosaic Stadium at Taylor Field
- 11/10/06 – Chicago, Illinois – Soldier Field
- 17/10/06 – Seattle, Waszyngton – Qwest Field
- 20/10/06 – El Paso, Teksas – Sun Bowl Stadium
- 22/10/06 – Austin, Teksas – Zilker Park
- 29/10/06 – Beacon Theatre, Nowy Jork
- 01/11/06 – Beacon Theatre, Nowy Jork
- 06/11/06 – Oakland, Kalifornia – McAfee Coliseum
- 08/11/06 – Glendale, Arizona – Cardinals Stadium
- 11/11/06 – Las Vegas, Nevada – MGM Grand Garden Arena
- 14/11/06 – Boise, Idaho – Idaho Center
- 17/11/06 – Atlantic City, New Jersey – Boardwalk Hall
- 22/11/06 – Los Angeles, Kalifornia – Dodger Stadium
- 25/11/06 – Vancouver, Kolumbia Brytyjska – BC Place Stadium